# Hedwig von Ballenstedt

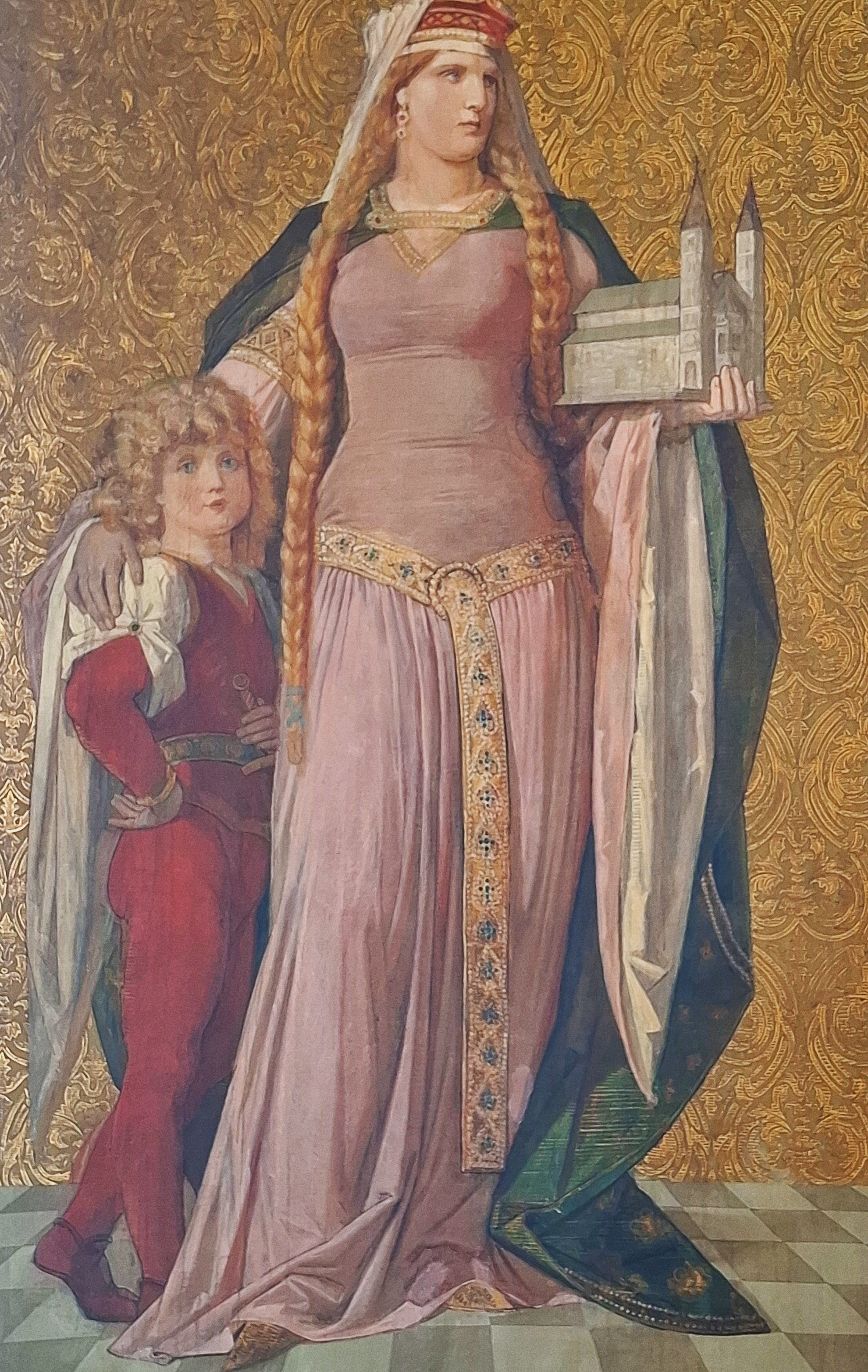
Hedwig von Brandenburg. Wandgemälde von Anton Dietrich (1833–1904) in der Albrechtsburg in Meißen.

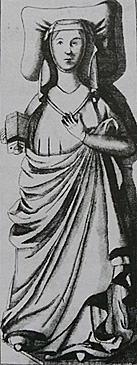
Hedwig von Ballenstedt

Hedwig von Ballenstedt (* vor 1140; † Ende März 1203) war Markgräfin von Meißen.

## Leben
Hedwig wurde als Tochter Albrechts I. von Brandenburg und der Sophie von Winzenburg geboren. Ihr genaues Geburtsjahr ist nicht überliefert, sie muss aber deutlich vor 1140 geboren worden sein, da sie noch vier jüngere Geschwister hatte, wovon der jüngste Bruder, der spätere Herzog Bernhard von Sachsen, im Jahre 1140 geboren wurde. Ganz den Gebräuchen der Zeit entsprechend wurde sie aus politischen Erwägungen heraus mit Otto dem Reichen aus dem Geschlecht der Wettiner verheiratet.

## Wirken
Die Kenntnisse über Hedwigs Wirken sind sehr spärlich vorhanden. Bekannt ist jedoch, dass sie im Jahre 1162 den Anstoß zur Gründung des Klosters Altzella gab. Dadurch sollten den Meißener Markgrafen die Vogteirechte über den Ort ihrer Grablege und ihres Totengedächtnisses gesichert werden. Durch seine Lage war Altzella außerdem ein wichtiger Stützpunkt der Siedlungsentwicklung in Meißen. Hedwig galt im Allgemeinen als starke Frau, die einen nicht geringen Einfluss auf ihren Gemahl ausübte. So soll sie sogar auf die Nachfolgeregelung in der Markgrafschaft Meißen Einfluss genommen haben, sodass ihr Gatte nicht statt wie üblich den ältesten Sohn Albrecht als Nachfolger einsetzen wollte, sondern den jüngsten Sohn Dietrich. Dies führte sodann ab dem Jahre 1189 zu gewaltsamen Auseinandersetzungen zwischen dem Vater und dem Erstgeborenen, in deren Verlauf Albrecht seinen Vater sogar gefangen nahm.

## Tod
Hedwig starb Ende März 1203 und wurde am 1. April 1203 im Kloster Altzella an der Seite ihres Ehemannes († 1190) bestattet.

## Nachkommen
- Albrecht I. (Meißen) (1158–1195), ⚭ Sophie von Böhmen
- Adelheid von Meißen (1160–1211), ⚭ Ottokar I. Přemysl, König von Böhmen
- Dietrich (Meißen) (1162–1221), ⚭ Jutta von Thüringen
- Sophie, ⚭ Udalrich II. (Mähren), Herzog von Mähren